# Leuciacria acuta
Leuciacria acuta is een vlindersoort uit de familie van de Pieridae (witjes), onderfamilie Pierinae.
Leuciacria acuta werd in 1905 beschreven door Rothschild & Jordan.